# 새드 제프리
새드 제프리(Saeed Jaffrey, 1929년 1월 8일 ~ 2015년 11월 14일)는 영국령 인도 제국의 연극 배우, 영화배우, 텔레비전 배우이다.
런던에서 사망하였다. 사인은 뇌출혈이다.

## 영화
- 스냅샷 (2002년)
- 세퍼레이션 (1997년) - Mr. 사니 역
- 더 저니 (1997년) - 아쇽 역
- 자안 (1996년) - 로샨랄지 역
- 애프터 미드나잇 (1990년)
- 더 디시버스 (1988년)
- 다이아몬드 (1988년)
- 나의 아름다운 세탁소 (1985년) - 나세르 역
- 면도칼의 모서리 (1984년)
- 인도로 가는 길 (1984년)
- 간디 (1982년)
- 스핑크스 (1981년)
- 조지와 보니의 그림 소동 (1978년)
- 검은 다이아몬드 (1975년)
- 왕이 되려던 사나이 (1975년)
- 크라운 코트 (1972년)
- 호스맨(영어판) (1971년)
- 인도로 가는 길 (1965년)
- 코로네이션 스트리트 (1960년)
- 검과 플루트 (1959년)